# Baraggia di Bellinzago
La Baraggia di Bellinzago è un'area naturale protetta della regione Piemonte. È un'oasi WWF inserita nel progetto Life Natura della Comunità Europea per la presenza del pelobate fosco italiano (Pelobates fuscus insubricus), un rospo endemico raro
.

## Storia
La Baraggia di Bellinzago è un Sito di Importanza Comunitario (SIC IT115008) ed è stato inserito nell'elenco dei siti appartenenti alla Regione Biogeografica Continentale, per decreto della Decisione della Commissione 2004/69/CE del 22 dicembre 2003, poi sostituita dalla Decisione della Commissione 2016/2334/UE del 9 dicembre 2016.
Alla fine dell'iter istitutivo e per l'approvazione della Giunta Regionale delle Misure sito specifiche tramite la delibera della giunta regionale n. 31-3388 del 30/5/2016, la Baraggia è stata istituita come Zona Speciale di Conservazione (ZSC) con decreto del 3 febbraio 2017 del Ministero dell'ambiente e della tutela del territorio e del mare.
Con la delibera della giunta regionale n. 10-2501 del 3/8/2011, con data di attivazione del 16/10/12, l'oasi della Baraggia è passata sotto la gestione dell'Ente di gestione delle aree protette del Ticino e del Lago Maggiore.
È uno dei siti Natura 2000.

## Territorio
L'oasi della baraggia si trova nel comune di Bellinzago Novarese in provincia di Novara e occupa quasi 120 ettari. Confina a nord con il comune di Oleggio, a sud ed est con il comune bellinzaghese e ad ovest con Momo tramite il torrente Terdoppio.
Occupa la parte marginale di un terrazzo alluvionale di epoca pleistocenica, nell’alta pianura novarese. È caratterizzata da paleoterrazzi con dislivelli modesti e pendenze lievi. 
Il paesaggio è dominato da una vegetazione forestale. Sono presenti piccoli stagni, incolti periodicamente allagati e piccole brughiere. Parte della riserva è occupata da risaie.

## Flora
L'Oasi della baraggia di Bellinzago è caratterizzata da diversi habitat formati da ambienti naturali e coltivati.
Le foreste presenti si possono classificare di due tipi: i querco-carpineti e i robinieti. Nella prima tipologia ci sono farnie (Quercus robur), carpini bianchi (Carpinus betulus) e l'infestante robinia, nella seconda invece, dominata dalla specie aliena robinia, si trovano anche ontano nero (Alnus glutinosa) e frassino (Fraxinus excelsior).
Altre piante che popolano l'oasi sono il castagno (Castanea sativa), la betulla bianca (Betula pendula) e sporadicamente il pino silvestre (Pinus sylvestris), il ciliegio selvatico (Prunus avium), il nocciolo (Corylus avellana) e l'acero campestre (Acer campestre).
Le brughiere sono caratterizzati da suoli poveri di nutrienti, acidi e soggetti a periodici disseccamenti. La vegetazione è data da erica, in special modo il brugo (Calluna vulgaris), betulla e pioppo tremulo (Populus tremula). Sono presenti anche la frangola (Rhamnus frangula), il sanguinello (Cornus sanguinea), il rovo (Rubus ulmifolius) e il biancospino (Crataegus monogyna).
Nell'oasi è possibile riscontrare l'habitat delle acque correnti e ferme con risorgive, stagni, fossi e canali dove scorre l'acqua; in questa zona si possono trovare Ranunculion fluitantis, Ranunculion aquatilis, Magnopotamion e Hydrocharition che sono piante acquatiche.

## Fauna
Nell'oasi della baraggia si possono trovare molte specie di uccelli, tra cui le famiglie degli anatidi e degli ardeidi negli stagni.
Nei boschi e nella brughiera sono presenti l'ortolano (Emberiza hortulana), lo zigolo giallo (Emberiza citrinella) e in minor misura l'albanella minore (Circus pygargus) e la cicogna bianca (Ciconia ciconia).
Tra i mammiferi si possono osservare diversi tipi di roditori tra cui il topo selvatico (Apodemus sylvaticus), il topolino delle risaie (Micromys minutus), l'arvicola rossastra (Myodes glareolus), lo scoiattolo (Sciurus vulgaris), il ghiro (Glis glis) e il moscardino (Muscardinus avellanarius). Daini (Dama dama), caprioli (Capreolus capreolus), cinghiali (Sus scrofa) e nutrie (Myocastor coypus) sono animali di passaggio nell'oasi o immesse abusivamente. Tra i lagomorfi si possono trovare il silvilago o minilepre (Sylvilagus floridanus) e il
coniglio selvatico (Oryctolagus cuniculus).
Importante è la presenza della volpe (Vulpes vulpes).
Considerando gli anfibi, sono presenti il tritone crestato italiano (Triturus carnifex), il tritone punteggiato italiano (Lissotriton vulgaris meridionalis), varie specie di anuri, tra cui la rana di Lataste (Rana latastei), la rana agile (Rana dalmatina), la rana esculenta (Pelophylax esculentus), la rana di Lessona (Pelophylax lessonae), il rospo smeraldino balearico (Bufotes balearicus), il rospo comune (Bufo bufo), il pelobate fosco italiano (Pelobates fuscus insubricus) e la raganella padana (Hyla perrini).
Tra i rettili si segnala la presenza dell'orbettino (Anguis fragilis), il ramarro occidentale (Lacerta bilineata), la lucertola muraiola (Podarcis muralis), il biacco (Hierophis viridiflavus) e la biscia dal collare barrata (Natrix helvetica).
Nell'oasi della baraggia si possono oseervare anche alcuni invertebrati: il gambero di fiume (Austropotamobius pallipes), e i lepidotteri Coenonympha oedippus e la polissena (Zerynthia polyxena), una farfalla diurna.

### Pelobate fosco italiano

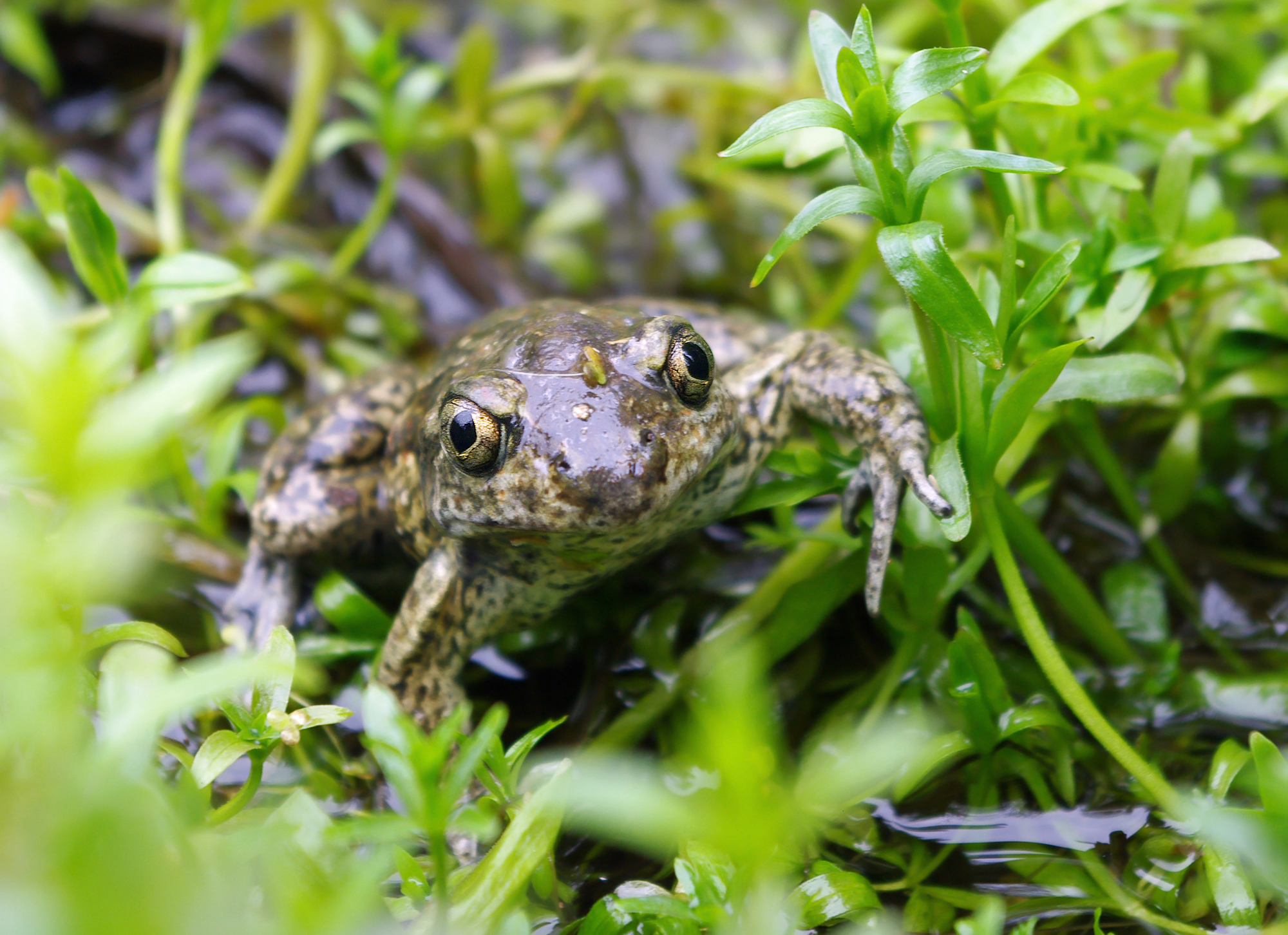
Pelobate fosco

Il pelobate fosco è un piccolo rospo considerato tra gli anfibi europei più minacciati di estinzione.
Il suo territorio principale è la brughiera, ma anche le dune sabbiose e le zone coltivate, dove può nutrirsi di insetti e altri piccoli invertebrati.
Emette un odore di aglio e squittisce quando viene minacciato, inoltre si gonfia d'aria e si issa sulle quattro zampe per apparire più grande.
Il pelobate fosco italiano è chiamato anche rospo della Cornalia o rospo dell'aglio o dalla vanga, poiché scava con le zampe posteriori una cavità dove interrarsi e passare la maggior parte del suo tempo, in attesa delle piogge.
È un animale notturno. Il suo ambiente riproduttivo è la risaia novarese, ma anche stagni, piccoli canali e lanche.